# Kazuya Okazaki
Pour les articles homonymes, voir Okazaki (homonymie).
Kazuya Okazaki (岡崎 和也, Okazaki Kazuya, né le 10 mai 1972) est un coureur cycliste japonais, multiple champion du Japon du contre-la-montre.

## Palmarès
- 1999
  - 4e étape du Tour de Hokkaido
- 2000
  - 3e du championnat du Japon sur route
- 2002
  -  Champion d'Asie du contre-la-montre
  -  Champion du Japon du contre-la-montre
  - Prologue et 4e étape du Tour de Hokkaido
  - 2e du championnat du Japon sur route
  - 3e du Tour de Hokkaido
- 2003
  -  Champion du Japon du contre-la-montre
  - Tour de Okinawa
  -  Médaillé de bronze du contre-la-montre aux championnats d'Asie
- 2005
  - 2e du Tour de Hokkaido
- 2006
  - 2e étape du Tour de Kumano
  -  Médaillé de bronze du contre-la-montre par équipes aux Jeux asiatiques
  - 3e du Tour de Kumano
  - 3e du championnat du Japon du contre-la-montre
- 2007
  -  Champion du Japon du contre-la-montre
- 2008
  -  Champion du Japon du contre-la-montre

## Classements mondiaux
| Année           | 2005 | 2006 | 2007 | 2008 |
| --------------- | ---- | ---- | ---- | ---- |
| UCI Africa Tour | 39e  |      |      |      |
| UCI Asia Tour   | 24e  | 148e | 69e  | 68e  |
| UCI Europe Tour |      | 658e |      |      |